# Кривня (Варненська область)
Кри́вня (болг. Кривня) — село у Варненській області Болгарії. Входить до складу общини Провадія.

## Населення
За даними перепису населення 2011 року у селі проживали 398 осіб.
Національний склад населення села:
| Національність   | Кількість осіб | Відсоток |
| ---------------- | -------------- | -------- |
| болгари          | 239            | 61,3%    |
| цигани           | 132            | 33,8%    |
| турки            | 9              | 2,3%     |
| Всього відповіли | 390            |          |

Розподіл населення за віком у 2011 році:
Динаміка населення: